# Adoms Krzemieńczuk
Adoms Krzemieńczuk (ukr. Футбольний клуб «Адомс» Кременчук, Futbolnyj Kłub "Adoms" Kremenczuk) – ukraiński klub piłkarski z siedzibą w Krzemieńczuku w obwodzie połtawskim.

## Historia
Chronologia nazw:
- 1998—2001: Adoms Krzemieńczuk (ukr. «Адомс» Кременчук)

Drużyna piłkarska Adoms Krzemieńczuk została założona w mieście Krzemieńczuk w 1998 roku z inicjatywy Kostiantyna Turkina, który potem został prezesem klubu. Zespół występował w rozgrywkach mistrzostw i Pucharu obwodu połtawskiego, a w sezonie 1999/00 zgłosił się do rozgrywek Drugiej Lihi, Grupy W, w której zajął 2. miejsce. W następnym sezonie 2000/01 klub zajął tylko 14. miejsce w Drugiej Lidze, grupie W, ale potem z przyczyn finansowych zrezygnował z dalszych występów na szczeblu profesjonalnym. Klub został rozwiązany.

## Sukcesy
- Druha Liha, Grupa W:

2. miejsce: 1999/00
- Puchar Ukrainy:

1/64 finału: 2000/01
- Puchar obwodu połtawskiego:

finalista: 1999